# رده‌بندی هرمی
رده‌بندی هرمی یا رده‌بندی سلسله‌مراتبی (به انگلیسی: Hierarchical classification)، سیستمی از گروه‌بندی اشیا بر اساس سلسله مراتب است.
در زمینه یادگیری ماشین، رده‌بندی سلسله مراتبی گاهی به عنوان تجزیه فضای نمونه نامیده می‌شود، که یک مسئله چندرده کامل را به مجموعه‌ای از مسائل رده‌بندی کوچک‌تر تقسیم می‌کند.